# Parmi les perdants du meilleur des mondes
Parmi les perdants du meilleur des mondes est un récit-témoignage du journaliste allemand Günter Wallraff, connu pour son travail comme journaliste d'investigation qui dénonce les injustices et les travers de la société allemande.

## Présentation et contenu
Une nouvelle fois, Günter Wallraff décide de se glisser dans la peau de ceux qui sont les plus démunis dans la société allemande. Il se lance dans cette nouvelle aventure sans bien savoir à quoi il s'attend, avec un espoir mélangé de crainte.
Quelque vingt-cinq ans après la publication de son livre Tête de Turc, qui dénonçait le racisme de la société allemande d'alors, Günter Wallraff va composer d'autres personnages. Dans cette expérience, il va rencontrer les perdants de ce meilleur des mondes que promettait le capitalisme
Caméra cachée oblige, c'est en africain qu'il révèle les nouveaux visages du racisme. Puis il va camper d'autres personnages pour voir comment réagissent les gens en présence de SDF minés par le chômage et 
la précarité. Il visitera ensuite le monde de l'entreprise et, une fois encore, ce n'est pas le 'meilleur des mondes' qu'il y découvrira mais bien trop souvent le contraire, le 'pire des mondes' et les épouvantables conditions de travail qu'il découvre dans une boulangerie industrielle. Il va se mettre dans la peau d'un dirigeant d'entreprise qui désire la vendre et s'adresse à un cabinet de consultants pour trouver le meilleur moyen de se débarrasser des syndicats pour valoriser son affaire et en tirer un meilleur prix.
Le constat qu'il tire de cette nouvelle expérience n'est guère réjouissant : « Lorsque j'ai commencé mon travail, il y a quarante ans, je n'étais pas le seul à espérer un lent progrès vers plus d'humanité et plus de justice. Si je continue à me battre par mes reportages et mes livres, je suis de plus en plus saisi par le doute. Nous avons subi, ces derniers temps, trop de revers : l'injustice a progressé, les conditions de vie ne sont pas devenues plus humaines, bien au contraire. »